# Юки Муто
Юки Муто (на японски: 武藤 雄樹) е японски футболист.

## Национален отбор
Записал е и 2 мача за националния отбор на Япония.
| Япония | Япония | Япония |
| Година | Мачове | Голове |
| ------ | ------ | ------ |
| 2015   | 2      | 2      |
| Общо   | 2      | 2      |